# Els colors de l'incendi
Els colors de l'incendi (títol original en francès, Couleurs de l'incendie) és una pel·lícula francobelga dirigida per Clovis Cornillac i estrenada el 2022. S'ha doblat i subtitulat al català.
És una adaptació de la novel·la homònima de Pierre Lemaitre publicada el 2018 i arran de la novel·la Ens veurem allà dalt. Aquesta última va ser adaptada al cinema per Albert Dupontel el 2017.